# Újezdec, Uherské Hradiště
Újezdec là một làng thuộc huyện Uherské Hradiště, vùng Zlínský, Cộng hòa Séc.